# Carlo Tacchini
Carlo Tacchini (Verbania, 25 de janeiro de 1995) é um canoísta italiano.

## Carreira
Em 2016, graças ao segundo lugar obtido no torneio pré-olímpico de Duisburg na especialidade C1 1000 metros, tornou-se o primeiro italiano da história a se classificar para as Olimpíadas nesta disciplina. Durante as Olimpíadas do Rio conseguiu se classificar para a final da sua especialidade, terminando a prova na sétima colocação.
Nas duas temporadas seguintes aos Jogos Olímpicos, ele ganhou 10 medalhas internacionais, incluindo uma prata mundial geral em Racice em 2017, dois bronzes europeus gerais em Belgrado em 2018 (C1 1000 metros e C1 5000 metros) e dois títulos europeus Sub-23 no C1 1000 metros de especialidade consecutivos (2017 e 2018), respectivamente em Belgrado e Auronzo di Cadore. Na temporada de 2018 também conseguiu conquistar uma medalha de bronze no C1 1000 metros no Mundial de Szeged e duas medalhas no Mundial Sub-23, Prata no C1 1000 metros e Bronze no C1 200 metros em Plovdiv.
Nos Jogos Olímpicos de Verão de 2024, em Paris, conquistou a medalha de prata na competição do C-2 500 m masculino, ao lado de Gabriele Casadei.